# 馬場館 (陸奥国糠部郡)
馬場館（ばばだて）は、青森県三戸郡南部町小向字馬場にあった日本の城（城館）。南部町指定史跡。

## 概要
糠部（三戸）五ヶ城の一つ。二説あり、一説は現在の馬場集落、もう一説は本三戸八幡宮の地をいう。